# Castillo de Barcarrota
El Castillo de Barcarrota o Castillo de las siete torres, es una fortaleza del periodo de la Reconquista, al igual que la población, si bien pasó a manos de la Orden de Alcántara en último tercio del siglo XV. Se encuentra en la localidad española de Barcarrota, a 49 km de Badajoz, capital de la provincia del mismo nombre y a 26 km de la localidad de Jerez de los Caballeros en la Comunidad Autónoma de Extremadura. Está situado en la carretera N-435, a mitad de camino entre Fregenal de la Sierra y Badajoz.

## Historia
La historia del castillo está totalmente vinculada a la del pueblo que está situado en el centro de la población. Cuando castillo y población paso, mediante un intercambio en 1461, a la Orden de Alcántara. A partir de entonces se acometieron serias obras de reforma y ampliación, especialmente en el siglo XVI. Posteriormente pasó a ser propiedad de la  Condesa de Montijo hasta finales del siglo XVIII.

## El castillo
Esta edificación defensiva está a medio camino entre un castillo y un recinto amurallado. El recinto tiene forma  heptagonal, incluso podía ser octogonal ya que las construcciones ejecutadas a finales del siglo XIX y principios del siglo XX desvirtuaron una parte del perímetro. En los vértices del polígono hay torres  prismáticas, también llamados «cubos». La de más porte y altura es la Torre del homenaje, que sobresale por encima del resto de la muralla. El artista portugués Duarte Darmas la dibujó con esta configuración que recoge el «Livro das Fortalezas situadas na Raia de Espanha» en el año 1507. Aprovechando la reguladidad del polígono de la fortaleza, se ha instalado una plaza de toros en lo que en su día fue la «plaza de armas». Desde los adarves se puede acceder a la torre del homenaje mediante una escalinata interior. Con bastante posterioridad a su construcción se le añadió una espadaña. A lo largo del recinto destacan el «Arco de la Villa» y el «Arco de la Plaza Real».,

## Protección
Es castillo y el recinto amurallado están protegidos mediante la declaración genérica del «Decreto de 22 de abril de 1949», y «la Ley 16/1985 sobre el Patrimonio Histórico Español.»